# Diplazium latifrons
Diplazium latifrons är en majbräkenväxtart som beskrevs av Cornelis Rugier Willem Karel van Alderwerelt van Rosenburgh.
Diplazium latifrons ingår i släktet Diplazium och familjen Athyriaceae. Inga underarter finns listade i Catalogue of Life.